# 東京ブッククラブ
株式会社東京ブッククラブ（とうきょうブッククラブ、英称：TOKYO BOOK CLUB CORPORATION）は、かつて東京都新宿区に本店を置き全国展開していた書店チェーンで、オークス事業部（オークスブックセンター）、金龍堂事業部（金龍堂、まるぶん）、レヴセン事業部（ブックスワールド、ミュージックワールド）がそれぞれ販売を行っていた。

## 沿革
- 1973年2月22日 - 設立。
- 2016年11月 - 金龍堂を明屋書店に売却[2]。
- 2020年2月28日 - 株主総会決議により解散[3]。

## 店舗

### オークス事業部
- オークスブックセンター都町店 - 千葉県千葉市中央区都町3-22-7
- オークスブックセンター轟店 - 千葉県千葉市稲毛区轟町5-5-32
- オークスブックセンターあすみが丘店 - 千葉県千葉市緑区あすみが丘7-1あすみが丘ブランニューモール
- オークスブックセンター妙典店 - 千葉県市川市富浜1-3-2 ウェルセットII 1F
- オークスメディアパーク野田店プラスGEO - 千葉県野田市花井231-1
- オークスブックセンター南柏店 - 千葉県柏市南柏中央3-2 キュア・ラ2F
- オークスブックセンター白井駅前店プラスGEO - 千葉県白井市堀込1-2-11
- オークスブックセンター土浦ピアタウン店 - 茨城県土浦市真鍋新町18-13 カスミフードスクエア2F
- オークスブックセンターつくばアッセ店 - 茨城県つくば市上横場2143 ショッピングセンターASSE2F
- オークスブックセンター阿見店 - 茨城県稲敷郡阿見町中郷2-7-24 カスミフードスクエア阿見店2Ｆ
- オークスブックセンター岩槻店 - 埼玉県さいたま市岩槻区本丸3-20-53 マミーマート岩槻店2F
- オークスブックセンター東京ドームシティ店 - 東京都文京区後楽1-3-61　黄色いビル2Ｆ　……前身は山下書店東京ドーム店（2012年1月29日閉店）[4]。2021年1月11日をもって閉店[5]
- オークスブックセンター錦糸町店 - 東京都墨田区太平4-1-2 オリナスモール4F

### レヴセン事業部
- ブックスワールドアピタ市原店 - 千葉県市原市青柳北1-1 アピタ市原店2F
- ブックスワールド花園店 - 千葉県千葉市花見川区花園1-21-1
- ブックスワールド西友新北習志野店 - 千葉県船橋市習志野台1-35-1 西友新北習志野店2F